# Spice Girls
Spice Girls es una agrupación británica de música pop fundada en 1994 y compuesta por las cantantes Geri Halliwell, Melanie Chisholm, Victoria Beckham, Melanie Brown y Emma Bunton. Con más de 100 millones de discos certificados vendidos, son el grupo femenino más exitoso de la historia de la música y uno de los actos musicales más influyentes durante de la década de 1990, considerado como el grupo femenino más emblemático de la música, debido a su impacto, legado, récords e impacto cultural; además de popularizar la expresión feminista Girl Power! (¡Poder Femenino!).
Llevaron a cabo su carrera entre 1996 y 2001, 2007 y 2008, una aparición en 2012 durante la clausura de los Juegos Olímpicos de Londres 2012, y finalmente entre 2018 y 2019 con una nueva gira, Spice World Tour 2019, ya sin Victoria Beckham.

## Historia

### Formación e inicios de Spice Girls

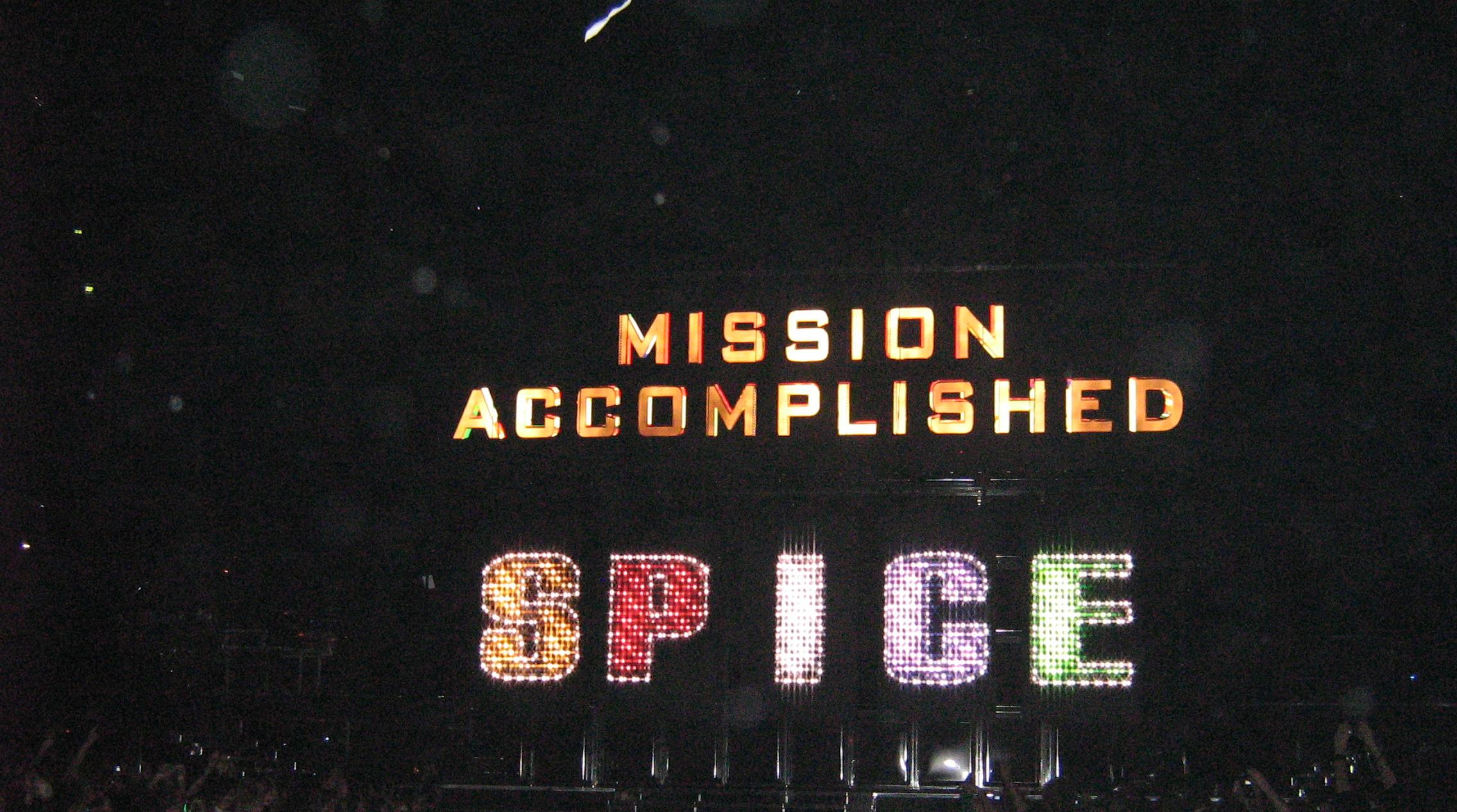
Logotipo «Spice».

A comienzos de 1994, el dúo de managers, Chris y Bob Herbert, decidieron crear un grupo femenino que pudiera competir con el saturado mercado de bandas masculinas que dominaban el mercado de la música pop durante la primera mitad de los años 1990, populares bandas estadounidenses y británicas tales como New Kids on the Block y Take That.
La idea de los Herbert con respecto al grupo era crear una nueva fórmula y conseguir el éxito donde otros habían fracasado. Así, en febrero de 1994 la compañía Heart Management, que comprendía a los Herbert y al financiero Chic Murphy, colocó un anuncio en el periódico británico The Stage, invitando a las chicas a una audición abierta para formar un grupo de música pop. Cientos de jóvenes respondieron al anuncio, las cuales se redujeron a doce y finalmente cinco: Victoria Adams, Melanie Brown, Melanie Chisholm, Geri Halliwell y Michelle Stephenson. El grupo recibió el nombre de Touch y juntas se mudaron a una casa de tres habitaciones en Maidenhead, Berkshire. Durante los dos primeros meses el grupo trabajó, junto al equipo de producción llamado Absolute, en hacer demos y coreografías en los estudios Trinity en Surrey. Bob Herbert afirma que Stephenson no encajaba con las demás y por eso fue despedida. Sin embargo, Michelle años después, afirma que fue ella la que decidió abandonar el grupo para cuidar a su madre que estaba enferma de cáncer. Los Herbert pronto empezaron a buscar su reemplazo, y Pepi Lemer, la profesora encargada de afinar las dotes de canto del grupo, sugirió a una de sus exalumnas, Emma Bunton, que inmediatamente impresionó a los Herbert, quienes le ofrecieron ser parte del grupo en junio de 1995.

### El éxito mundial
El éxito del grupo fue inmediato desde su primera aparición en 1996 con su primer sencillo, Wannabe, convirtiéndose en el sencillo de un grupo femenino más vendido de la historia. La banda vendió más de 145 millones de discos y es el grupo de chicas más famoso del mundo y el que más vendió en todos los tiempos. Su sencillo debut «Wannabe» se convirtió en el primero de nueve sencillos número uno en Reino Unido y llegó a esa misma posición en 41 países alrededor del mundo, incluyendo Australia, Canadá, y Estados Unidos. Otros lanzamientos exitosos siguieron, incluyendo «Say You'll Be There», «2 Become 1», «Who Do You Think You Are» y «Mama» del disco Spice, luego «Spice Up Your Life», «Too Much», «Stop» y «Viva Forever» del álbum Spiceworld. Así mismo su siguiente disco «Forever» sigue cosechando éxitos con el tema «Goodbye», «Holler» y «Let Love Lead The Way». Su siguiente álbum «Greatest Hits» incluye el exitoso tema »Headlines (Friendship never ends)». Innumerables colaboraciones musicales con otros artistas las posicionaron más aún, además filmaron la película «Spice World The Movie», éxito inmediato en cientos de países, decenas de productos y marcas mundiales que las contrataron como rostros oficiales y se convirtieron según los expertos en un ícono pop de los 90 en la historia musical alrededor del mundo. Durante esta etapa el grupo promociona su trabajo por fases, lanzando su música a nivel planetario. Desde el principio se vende la personalidad de sus componentes, muy diferentes y a la vez compatibles; Emma, apodada Baby Spice (la infantil/la pequeña); Mel B, Scary Spice (la salvaje/la atrevida); Geri, Ginger Spice (la pelirroja); Victoria, Posh Spice (la elegante) y Melanie C, Sporty Spice (la deportista). Estos apodos perduran hoy en día en sus apariciones en los medios de comunicación.

### Wannabe

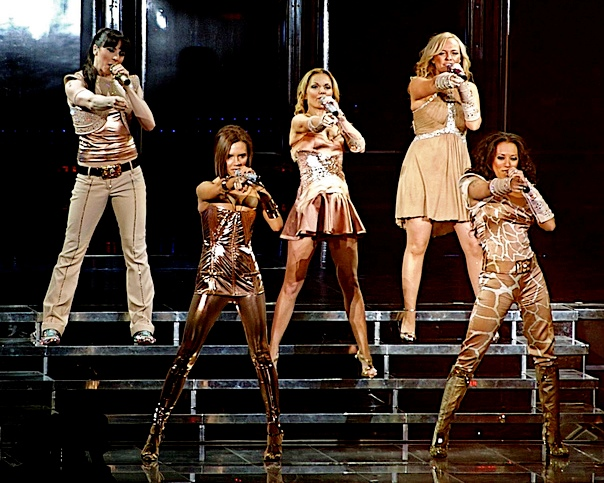
Las Spice Girls en la gira de regreso 2007-2008.

En julio de 1996 comienza la mega-campaña Spice. Basada en la ideología «Girl Power» y en la imagen de las chicas, por fin se estrena su primer sencillo Wannabe. Se publica en el Reino Unido el 8 de julio entrando al número 3. En su segunda semana sube al primer puesto (quitando el número 1 a Forever love de Gary Barlow), y permanecen allí durante siete semanas consecutivas, un éxito sin precedentes. En gira por Japón reciben la noticia de haber alcanzado el número 1 en su país. Cuando vuelven a Reino Unido, ya son todas unas superestrellas y su popularidad, fama y ventas suben. Wannabe se convierte en el sencillo debut de un grupo femenino más exitoso de la historia. Esta canción acabaría siendo número 1 en 31 países, y vendiendo casi once millones de discos sencillos, algo que nadie esperaba.
Mientras Wannabe se extiende por el mundo, en octubre se publica el segundo sencillo en el Reino Unido, Say You'll Be There, que entra directo al número uno (dejando atrás a Words del grupo Boyzone), estando dos semanas en el n.º 1 y un total de diecisiete semanas en lista. La prestigiosa revista musical «New Musical Express» dice de la canción: «Sitúa el arte de la música pop del año 96 pero sin el enojante rap de su predecesor».

### Spice
El álbum Spice llegaría el 4 de noviembre de 1996. Sale al mercado y debuta directamente en el número 1 debido a la gran expectación. El álbum fue producido por dos dúos (por un lado Absolute y por otro Stannard & Rowe), y todas las canciones estaban coescritas por las chicas. Vendió casi 2 millones de copias en el Reino Unido para Navidad y alcanzó la cifra de veinticuatro millones en todo el mundo, meses después. New Musical Express le dio una puntuación de 8/10, diciendo: «Sí, en cinco años no significará nada, pero hoy día significa todo».
En noviembre de 1996 son invitadas a encender las luces de Navidad de Oxford Street, en una euforia colectiva de los fanes que inundan las calles de Londres para verlas.
En diciembre de 1996 Spice Girls ganan los premios de Mejor Grupo Británico, Mejor Debutante y Mejor Video Pop por Say You'll Be There en los premios de la revista Smash Hits, elegidos mediante votaciones de los lectores.
En diciembre se lanza la balada 2 Become 1 que consigue llegar al número 1 de Navidad. Cuando sale a la venta, entra directamente al primer puesto, permaneciendo en la cima durante tres semanas y en total diecinueve semanas en lista. El disco sencillo incluye una remezcla del tema Wannabe del prestigioso D.J. Junior Vásquez. Según New Musical Express: «Spice Girls no sólo han conquistado el pop de 1996, también lo han renovado».
En enero de 1997, Spice Girls reciben cuatro nominaciones para los premios más importantes de la industria británica, los Brit Awards: Mejor Grupo Británico, Mejor Debutante, Mejor Single por Wannabe y Mejor Video por Say You'll Be There. Y un mes más tarde, en febrero, se alzaron como las ganadoras absolutas de los premios, llevándose a casa dos de ellos: Mejor Single por Wannabe y Mejor Video por Say You'll Be There. Por otra parte los Brit Awards de ese año marcaron un hito en la historia de la televisión británica gracias al vestido con la bandera de Reino Unido que lució Geri en la actuación de «Who do you think you are?».

#### Estados Unidos y laSpicemanía

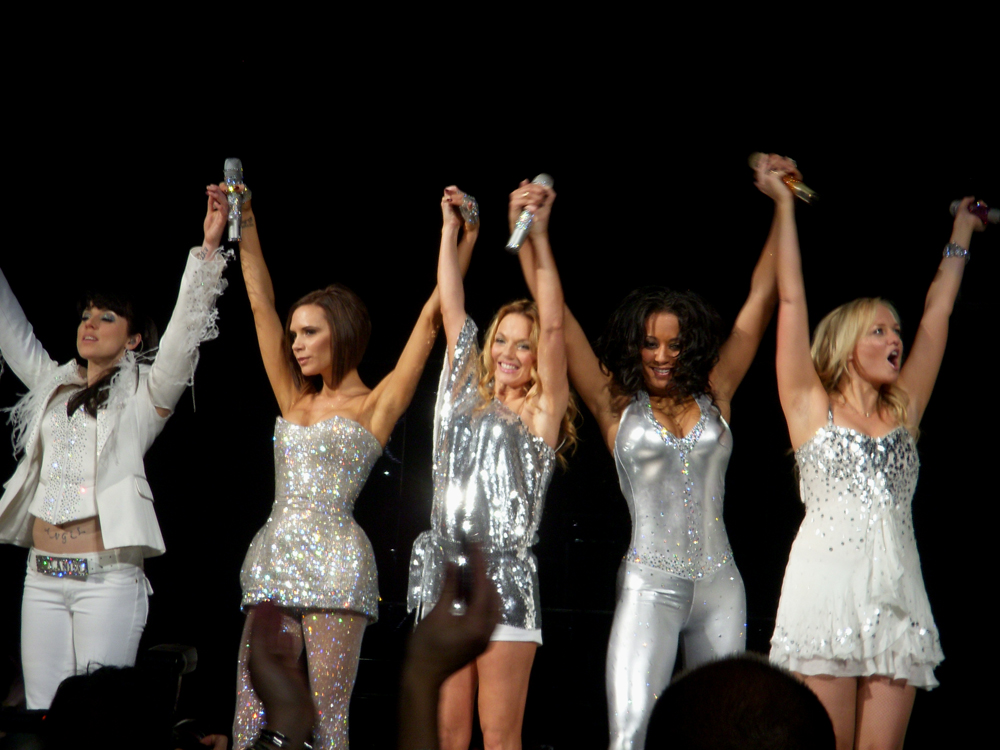
Mel C, Victoria, Geri, Mel B y Emma.

Wannabe se lanza en los Estados Unidos en medio de una frenética promoción que acaba extendiendo la Spicemanía. El sencillo entra directo al número 11 en el Top 100 del Billboard, batiendo el récord de Alanis Morissette con Ironic como la entrada más fuerte en la lista nunca antes producida. Poco tardaría en ocupar el número 1, consiguiendo un éxito insólito en un grupo británico desde Los Beatles. El disco Spice se edita en Estados Unidos. Wannabe llega al número 1 del Top 100, apartando a Toni Braxton con su hoy clásico Un-break My Heart y haciendo de ellas el primer grupo británico en alcanzar el primer puesto con su sencillo debut en la historia.
En marzo de 1997 se publica el doble sencillo Mama/Who Do You Think You Are, el día de la madre en el Reino Unido. Se convierte, en otro número 1 instantáneo, liderando la lista por tres semanas y haciendo que Spice Girls sean el primer grupo británico en llegar al primer puesto con sus cuatro primeros singles. Por ese entonces, el sencillo Wannabe es certificado Oro (500 000 copias) y después Platino (1 000 000) en los Estados Unidos. El grupo destaca en el video de la pegajosa y movida canción «Who Do You Think You Are?» por sus más de 3 versiones del videoclip, y el más popular de ellos donde salen las «Sugar Lumps» un grupo de cinco mujeres que son una parodia de las Spice Girls en versiones caricaturezcas y cómicas de ellas mismas, donde las chicas destacan por su buen humor.
En abril de 1997 presentan en Londres su primer libro oficial, Girl Power!, junto con el primer VHS: Spice - El video oficial, volumen 1, siendo un gran éxito entre otros sitios, Reino Unido y España.

### Spice World The Movie
Entre junio y julio de 1997 las Spice comienzan la grabación de la película en Londres: Spice World The Movie, aunque la industria del sector la apodó como Spice por su similitud en concepto con la película que The Beatles hicieron en 1964.
Comienzan también a escribir las canciones que formarán parte de su segundo álbum y tienen tiempo para grabar el nuevo anuncio de Pepsi (con el nuevo tema «Move Over»), con los que firman un contrato multimillonario por el cual la marca de bebidas patrocinaría el Tour y las chicas serían imagen promocional de Pepsi durante un periodo de tiempo, grabando para ellos un sencillo inédito (Step To Me) que los fanes sólo podrían conseguir con la compra de la bebida (en el caso del Reino Unido mandando veinte chapas de las latas y en el resto de países por sorteo).
En agosto terminan finalmente el rodaje de Spice World The Movie, que cuenta con colaboraciones de cantantes y actores como Elton John, Bob Geldof y Hugh Laurie.
Las reacciones de la crítica a Spice World The Movie son variables, desde «sorprendentemente con sabor post-moderno» hasta «divertida» o «una tontería de navidad». Mientras en el mundo la acogida ha sido excelente, en Estados Unidos Spice World The Movie arrasa en la taquilla. Se coloca como la segunda del ranking, solo por detrás de Titanic y se convierte en la película británica de más éxito en EEUU. En la presentación londinense, a la que acuden las propias Spice Girls junto al Príncipe Carlos y sus hijos Guillermo y Enrique, se recaudan 300 000 libras para obras benéficas. Por las mismas fechas conocen a la Reina Isabel II en la «Royal Variety Performance» de Londres, donde actúan con Too Much. Con el éxito de la película, lanzan oficialmente el libro Spice World The Movie y el videojuego que lleva el mismo nombre «Spice World» para PlayStation.

### Spiceworld

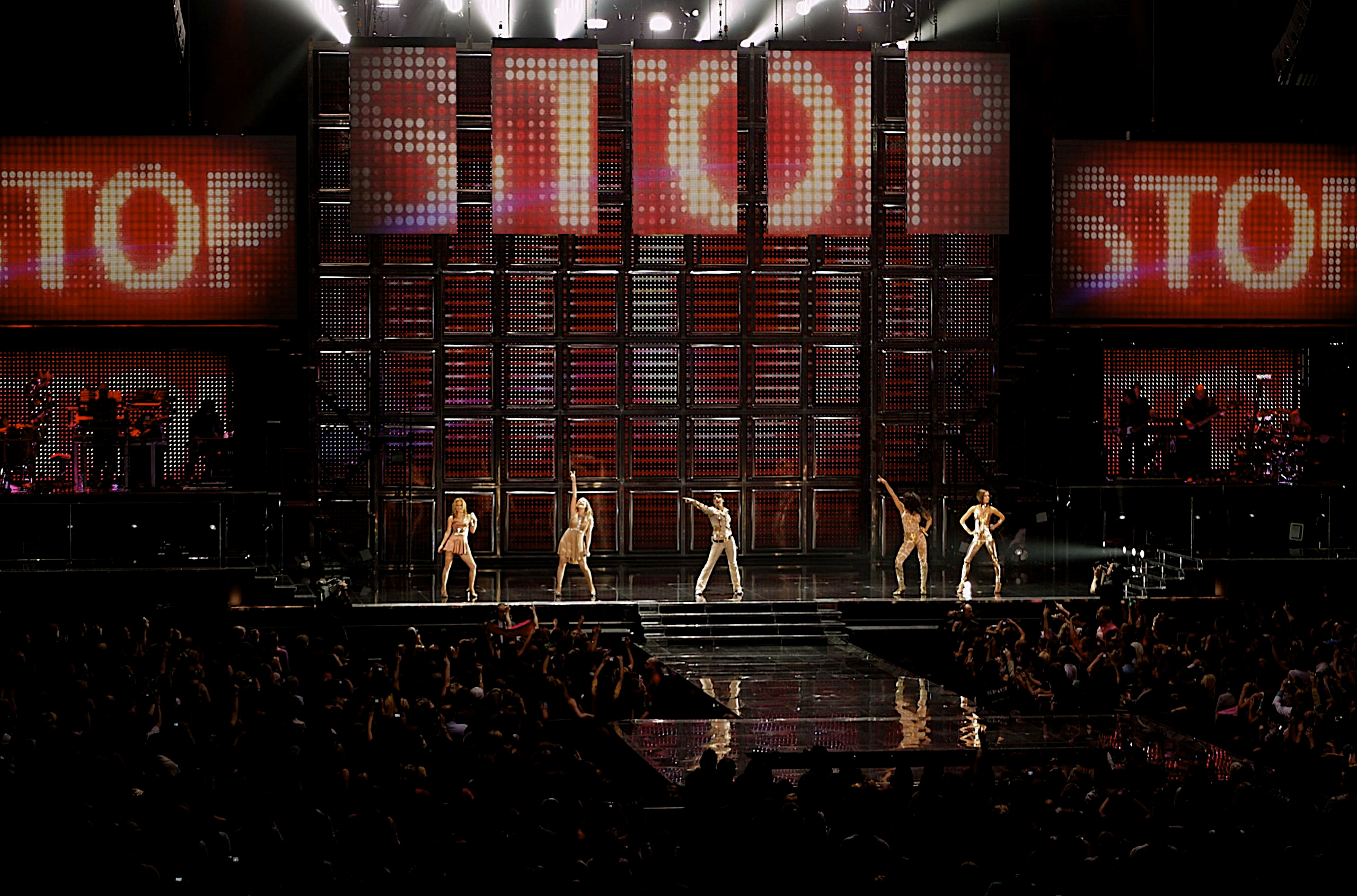
Actuación de «Stop», fue uno de los dos únicos sencillos que no fue número uno en Reino Unido (ocupó el segundo lugar).

El primer sencillo que extraen del álbum Spiceworld es Spice Up Your Life, que sale a la venta el 13 de octubre de 1997, empieza a sonar en las radios de todo el mundo.
De Spice Up Your Life, la revista New Musical Express dijo: «Es el single pop más pop que nunca se haya inventado». En el resto de países, es número 1 en Australia, España, Canadá, etc. Un boicot en las radios de Estados Unidos, hicieron que el tema lograra un no despreciable N°18 sin promoción, ya que las radios acusaban al tema como «poco atractivo». Spice Girls se convierten en portada de la prestigiosa «Rolling Stones» con el titular «Las Spice Girls conquistan el mundo».
Spiceworld sale a la venta el 3 de noviembre de 1997 y el álbum debuta en el número 1 del Reino Unido y en el 8 del Top 200 estadounidense de Álbumes de Billboard alcanzando semanas más tarde como posición máxima el número 3 de dicha lista. La presentación del disco se realizó en la ciudad española de Granada, visitando La Alhambra.
El 12 de octubre de 1997, las Spice Girls dan su primer concierto en directo dentro del Pre-Tour patrocinado por Pepsi en Estambul (Turquía). El pretour de Estambul es considerado como el adelanto de la gira mundial que se anunció para el año 1998: el exitoso Spiceworld Tour, que arranca el 24 de febrero de 1998 en el Point Theatre de Dublín (Irlanda).
El 9 de marzo de 1998 se publica el tercer sencillo extraído de su álbum Spiceworld: Stop, que se convertiría en el único sencillo de Spice Girls que no alcanza el número 1 en el Reino unido entrando al número 2, lo que la prensa sensacionalista británica aprovecha para cargar contra el grupo.
Son llamadas para participar del sencillo England United On top of the world para alentar a la selección inglesa en el Mundial de Fútbol Francia 1998, utilizándose como himno de ese país en el Mundial de Fútbol, donde las chicas graban el último videoclip junto con Geri Halliwell, hasta la gira de 2007.

#### Geri deja al grupo
El 31 de mayo de 1998 tras una semana de especulaciones debido a ausencia en actuaciones de televisión e incluso los dos conciertos finales de la etapa europea del Spiceworld Tour por una gastroenteritis, Geri Halliwell confirma a través de su abogado que abandona el grupo debido a «diferencias con las demás».
Deciden seguir y acabar la promoción de su álbum Spiceworld.

#### Spice Girls & Luciano Pavarotti a favor de Liberia
En junio de 1998 las Spice Girls se presentan en un concierto benéfico multitudinario a favor de Liberia «Pavarotti and Friends» celebrado en Módena, donde cantan con Luciano Pavarotti el sencillo Viva Forever en conjunto, y como cuarteto cantan el sencillo «Stop».
Viva Forever, cuarto y último sencillo del álbum Spiceworld, se edita finalmente el 20 de julio de 1998. En Inglaterra entra directamente al número 1. Estaba previsto grabar el videoclip en La Alhambra pero ante la marcha de Geri se realizó un videoclip animado, representadas las cinco integrantes como hadas con sus señas de identidad, incluida Geri.

#### Goodbye, las primeras grabaciones como cuarteto
El 14 de diciembre de 1998 las chicas lanzan el primer tema grabado como cuarteto, el sencillo «Goodbye» posicionándose número uno en varios países, también en Reino Unido. La letra de la canción se entendió como una despedida sin rencor a Geri: «Adiós mi amigo, sé que te has ido, pero sigo sintiéndote aquí, no es el final». Eso disipaba el rumor de una posible disolución.

### Forever
En 1999 el grupo se tomaría un descanso, durante el que las chicas lanzarían colaboraciones y proyectos en solitario.
El año 2000 en los Brits Awards las Spice Girls reciben el premio «Contribución a la música británica». Con Geri desarrollando su carrera en solitario, el resto del grupo lanza el 6 de noviembre de 2000 su tercer álbum, Forever, que quedándose lejos del éxito de los dos anteriores, no fue un fracaso, llegando los sencillos Holler» / «Let Love Lead the Way al número uno en Reino Unido.
Las chicas cumplen la etapa básica de la promoción, pero su cansancio, el deseo de cambio y de probar sus carreras en solitario las lleva a cancelar los proyectos de futuros singles y de la gira mundial que tenían preparada.
El año 2001 se disuelve el grupo, y cada una continúan sus carreras como solistas.

### El regreso de las Spice Girls 2007/2008

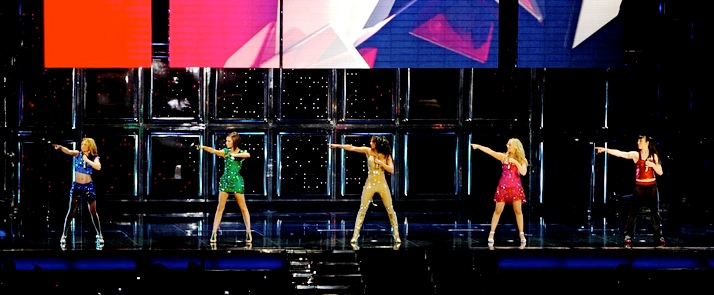
Concierto en Toronto.

El 28 de junio de 2007 los rumores se vuelven realidad, las cinco componentes del grupo Spice Girls se vuelven a reunir, convocan una conferencia de prensa y anuncian una gira a nivel mundial ya que dicen que es necesario hacer «una despedida y cierre de un ciclo, como se merecen todos nuestros fans». Este regreso acerca de nuevo a las cinco integrantes en lo personal, donde la prensa especializada lo destaca como un reconocimiento a la influencia del grupo en la música y la cultura popular en la historia musical alrededor del mundo, sumado al arrasador éxito en ventas agotadas en todos sus más de cuarenta conciertos en varios países. El regreso de las chicas como quinteto logran que sus conciertos logren récord de ventas totales en menos de 38 segundos. El regreso de las Spice Girls provoca portadas de varios Periódicos y Revistas alrededor del mundo donde varias marcas nuevamente las llaman para ser rostros publicitarios, entre ellas la gigantesca TESCO. Las Spice Girls nuevamente recurren a sus populares nicknames que las caracterizaron a fines de los años de 1990 y comienzos del 2000; así como Baby, Scary, Sporty, Ginger y Posh regresan triunfantes, con una mirada mucho más glamorosa y actualizada. Varios críticos especializados agradecen este regreso y lo destacan como uno de los más esperados en la historia musical, subrayando que nuevas generaciones tienen la oportunidad de vivir el fenómeno «SPICE» en el siglo XXI.
La reunión les llevó a grabar una nueva canción que abandera su regreso, «Headlines (Friendship Never Ends)». El sencillo es parte de álbum «Spice Girls Greatest Hits» en 2007 con todos sus grandes éxitos, recopilatorio que recoge todos los sencillos de los tres álbumes anteriores, más el nuevo sencillo del regreso y una nueva canción llamada Voodoo.
El sencillo ocupó aceptables puestos en las listas de ventas. El álbum de Grandes Éxitos llegó al número 1 en Australia y número 2 en Reino Unido.
En 2007 las Spice Girls fueron el show principal del desfile de la popular marca Victoria's secret, donde interpretaron el tema «Stop» y es aquí donde dieron comienzo en la promoción oficial de la gira. Realizarán su gira en un Boeing 757 bautizado como «Spice One», que fue presentado en el aeropuerto de Los Ángeles.
Iniciaron la gira en la ciudad canadiense de Vancouver ante más de 20 000 espectadores, misma que las llevó a varios países: Alemania, España, Reino Unido, Canadá, Estados Unidos. En el Reino Unido lograron un lleno total con diecisiete conciertos consecutivos en el 02 Arena. Batieron un récord al vender 23 000 entradas en tan solo 38 segundos.
En febrero de 2008 la gira finaliza después de 47 conciertos —los que inicialmente serían solamente 11—, realizando el último concierto en Toronto, el 26 de febrero de 2008, luego de suspender por «obligaciones familiares» algunas presentaciones programadas (Australia, Sudáfrica, China y Argentina).

### Juegos Olímpicos de Londres 2012

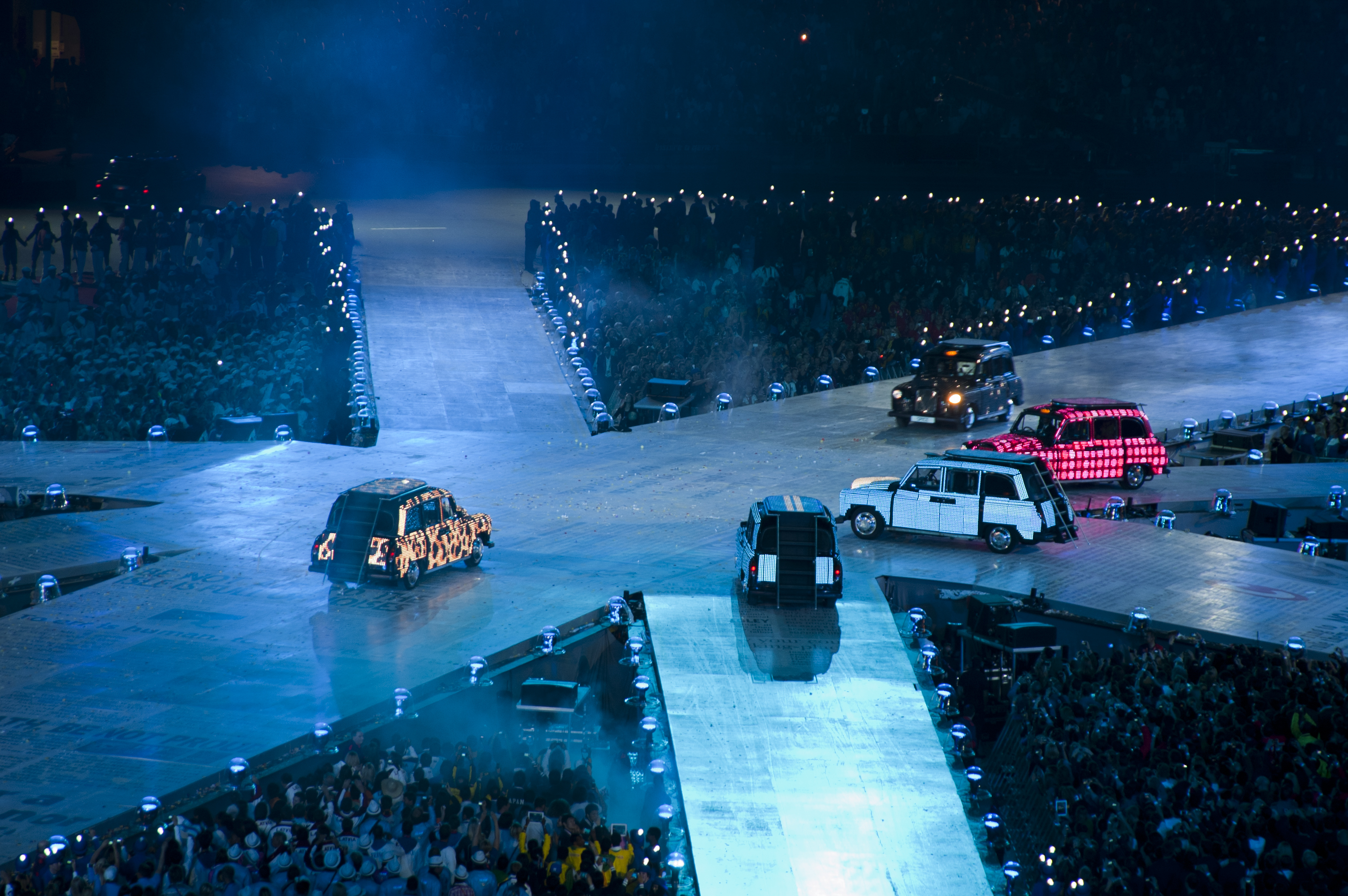
Las Spice aparecieron en el Estadio Olímpico de Londres en cinco taxis personalizados.

A pesar de las iniciales reticencias de Victoria, las Spice Girls se presentaron en la clausura de los Juegos Olímpicos de Londres 2012 con un medley entre la canción «Wannabe» y «Spice Up Your Life». La espectacular actuación y el eco mediático de la misma hizo que algunos de sus sencillos y discos volviesen a entrar en las listas de ventas y descargas a nivel mundial.

### Viva Forever, el musical

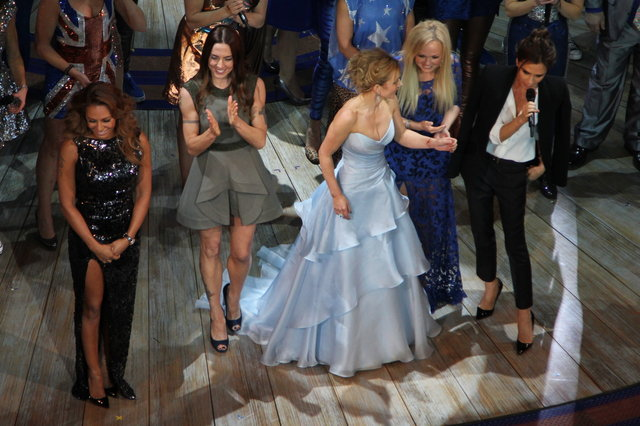
Las Spice Girls en el estreno de «Viva Forever, The Musical» a finales de 2012.

El 27 de noviembre de 2012 se presenta «Viva Forever», un musical basado en las canciones del grupo, subiendo el telón oficialmente el 11 de diciembre en el Teatro Piccadilly de Londres en una gala a la que acudieron las cinco Spice. Fue producido por Judy Craymer, la creadora del exitoso musical de ABBA, «Mamma Mia». Generó una gran expectación pero no consiguió el suficiente éxito como para permanecer en cartel y fue cancelado en 2013 tras varias sesiones.

### Nuevo regreso
La posible reunión ha estado llena de especulaciones y rumores, los cuales ha hecho difícil para la prensa y los fanes determinar que realmente vaya a lograrse.
Tras firme decisión de Victoria Beckham de no formar parte del proyecto, Mel C anunció que tampoco estaría dispuesta a participar en la conmemoración, y que de momento se dedicará a la grabación y producción de lo que será su nuevo trabajo en solitario.
Por su parte, Mel B, Emma Bunton y Geri Halliwel mantienen el entusiasmo. Diversos rumores circulan de que harían la gira como trío; algunos tabloides aseguran que el trío estaría en la búsqueda de integrantes de reemplazo para Mel C y Victoria Beckham. Aun así, son rumores que están a la espera de confirmarse o ser descartados.
El 8 de julio de 2016, las Spice Girls celebraron veinte años desde el lanzamiento a la fama con el primer sencillo, de varios éxitos en su carrera grupal, con el sencillo «Wannabe». En 2016 las integrantes tuvieron intenciones de reunirse nuevamente como en 2007/2008 y 2012 lo hicieran en exitosos reencuentros, pero no se llegó a algún acuerdo. A comienzos de 2017 varias de sus integrantes han estimado la opción de reunirse, pero siempre y cuando las 5 acepten.
En noviembre de 2017, medios como el periódico The Sun y la revista Vogue afirmaron que las Spice Girls se reunirían el 2018 para lanzar un disco de grandes éxitos y un concierto especial por televisión, sin embargo, días después de la noticia, Victoria Beckham es entrevistada en el programa «This Morning», señalando «en algún punto, te tienes que dar cuenta de que es tiempo de decir “eso fue genial”»desmintiendo de esta forma la noticia sobre una reunión.
El 8 de julio de 2016, Brown, Bunton y Halliwell publicaron un video que celebraba el vigésimo aniversario de su primer sencillo «Wannabe», junto con un sitio web con el nombre «The Spice Girls - GEM» y les contaron las noticias de tres en tres. Brown aclaró más tarde que «GEM» no era un nombre nuevo para las tres piezas, sino simplemente el nombre del sitio web. Beckham y Chisholm optaron por no participar en un proyecto de reunión, con Brown reafirmando sus posiciones al decir: «Victoria está ocupada [...] Mel C haciendo su propio álbum» y dijo que ambos miembros dieron a las tres piezas su Bendición para continuar con el proyecto. El 23 de noviembre de 2016, una nueva canción, «Song for her», se filtró en línea. Tras el anuncio de su embarazo de Halliwell, el proyecto fue cancelado.

### Spice World Tour 2019
Las Spice Girls volverán a cantar en los escenarios. La noticia fue revelada después de que se publicara un vídeo de las integrantes desde sus nuevas cuentas en redes sociales, donde se anunciaban las primeras fechas de su nuevo tour.
Según un artículo publicado el 3 de noviembre en el diario The Sun, Victoria Beckham, no se unirá a sus cuatro compañeras.
El 5 de noviembre de 2018, Mel B, Emma, Mel C y Geri anunciaron una gira para 2019. Victoria se negó a unirse debido a los compromisos con respecto a su negocio de la moda. La gira de Spice World‑2019 comenzó en Croke Park en Dublín, Irlanda, el 24 de mayo de 2019. La gira europea tendrá trece fechas, concluirá con tres conciertos en el estadio de Wembley de Londres, y el último tendrá lugar en 15 de junio de 2019.
La gira produjo un total de 700 000 espectadores y ganó un total aproximado de 78 millones de dólares.
El 30 de abril de 2019, el grupo se asoció con la franquicia de libros para niños Mr. Men para crear muchos productos derivados, como libros, tazas, bolsos y porta vasos.

### Nueva película
El 13 de junio de 2019, se informó que la presidenta de Paramount Animation, Mireille Soria, había dado luz verde a una película animada basada en el grupo, y que estarán las 5 integrantes. El proyecto será producido por Simon Fuller, contará con canciones antiguas y nuevas. La película presentará a la banda como superhéroes. Aún no se ha anunciado un director.

### Nueva reunión 2020
A pesar de que en 2020 fue el regreso de las Spice Girls, la gran ausente fue Victoria Beckham.

## Miembros
- Victoria Beckham (1994-2000, 2007-2008, 2012).
- Melanie Brown (1994-2000, 2007-2008, 2012, 2016, 2018-).
- Emma Bunton (1995-2000, 2007-2008, 2012, 2016, 2018-).
- Melanie Chisholm (1994-2000, 2007-2008, 2012, 2018-).
- Geri Halliwell (1994-1998, 2007-2008, 2012, 2016, 2018-).

## Discografía

### Álbumes
- 1996: Spice.
- 1997: Spiceworld.
- 2000: Forever.

### Reportajes
- Girls Talk.
- Back In Britain Interview.
- Spice girls behind the music.
- Spice girls the essential.
- Spice girls giving you everything.
- The Spice Girls Story: Viva Forever!

### Películas
- 1997: Spiceworld: The Movie.

### Giras Musicales
- 1997: Girl Power! Live in Istanbul.
- 1998: Spiceworld Tour.
- 2000: Forever Tour.
- 2007 - 2008: The Return of the Spice Girls.
- 2019: Spiceworld Tour 2019.

## Récords y logros
- Grupo femenino con mayor número de ventas de la historia.
- Primer (y único) grupo femenino en tener sus seis primeros singles en el número 1 de ventas.
- Grupo femenino con mayor números de sencillos que han alcanzado el número 1.
- Junto a The Beatles, el grupo con mayor número de sencillos top 1 en Navidades.
- Wannabe es el sencillo más vendido del mundo por un grupo femenino.
- En su gira de 2007 obtuvieron el récord del concierto vendido más rápidamente, con 70 000 entradas agotadas en 38 segundos.
- El video más visto en YouTube en la semana 16 de diciembre de 2007 (Headlines)
- Consiguieron el Brit Award de 2010 a la mejor actuación en los brits en treinta años con la actuación Wannabe/Who do you think you are en los Brits del 97'
- En el cierre de los Juegos Olímpicos de 2012 su aparición y show se transformó en lo más comentado en Twitter llegando a superar todo lo comentado en las Olimpiadas incluyendo las competencias.
- Es el primer grupo femenino que tiene su musical propio con «Viva Forever, The Musical».
- Único grupo femenino en alcanzar 39 singles en el top 10 de las listas inglesas contando su carrera como grupo y sus diferentes carreras en solitario
- En 2019 se transforman en la Girl Band con mayor número de ventas de shows (trece estadios, más de 750 000 espectadores) y total de dinero recaudado (ochenta millones de dólares) en la historia musical por el Spice World Tour.